# 勒布谢蒙沙尔万
勒布谢蒙沙尔万（法語：Le Bouchet-Mont-Charvin，法語發音：[lə buʃɛ mɔ̃ ʃaʁvɛ̃]；2013年之前名为勒布谢 (Le Bouchet)）是法国上萨瓦省的一个市镇，属于阿讷西区。

## 地理
勒布谢蒙沙尔万（45°47'51"N, 6°21'49"E）面积18.52 平方千米，位于法国奥弗涅-罗讷-阿尔卑斯大区上萨瓦省，该省份为法国东部省份，历史上为薩伏依的一部分，北与瑞士接壤，西接安省，南至萨瓦省，东与瑞士和意大利接壤。
与勒布谢蒙沙尔万接壤的市镇（或旧市镇、城区）包括：于日讷、馬尼戈、瓦勒德谢斯、塞拉瓦勒。

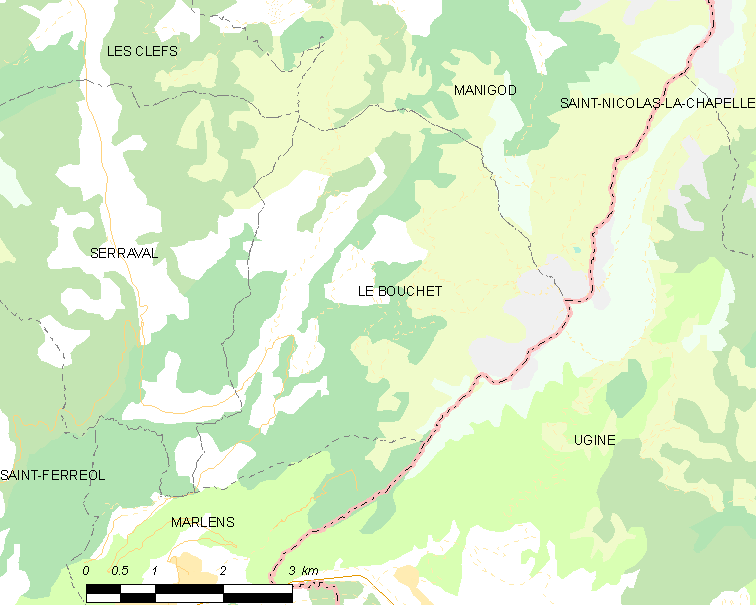
勒布谢蒙沙尔万的OSM定位图

勒布谢蒙沙尔万的时区为UTC+01:00、UTC+02:00（夏令时）。

## 行政
勒布谢蒙沙尔万的邮政编码为74230，INSEE市镇编码为74045。

## 政治
勒布谢蒙沙尔万所属的省级选区为法韦日-塞特内县。

## 人口

1962-2008年间勒布谢蒙沙尔万人口变化图示

勒布谢蒙沙尔万于2022年1月1日时的人口数量为249人。